# Szerbia történelme
A szerbek letelepedése a Balkánon a 6-7. századra tehető, a kereszténységet a 9. század környékén vették fel. Nemanja István a 12. század közepére megszervezte az első szerb államot, amely a 14. századra, István Dusán uralma alatt érte el legnagyobb kiterjedését. Az 1389-es rigómezei csata után a középkori szerb állam az oszmánok vazallus államává vált. A 19. század a szerb nemzet ébredésének és függetlenedési kísérleteinek a kora, melyek eredményeként 1878-ban ismét kivívta függetlenségét a szerb állam. Az első és a második Balkán-háború idején tovább növelte területeit. A szerbek szolgáltatták a casus bellit az első világháború kirobbanásához, melynek eredményeként 1918-ban létrejött a jugoszláv-eszme megvalósulásával a Szerb–Horvát–Szlovén Királyság, mely később a Jugoszlávia nevet vette föl. Az 1992-es délszláv háborúban Jugoszlávia felbomlott, 2003-ban létrejött Szerbia és Montenegró, majd 2006-ban Montenegró elszakadásával létrejött Szerb Köztársaság.

## A középkori Szerbia

A szerb állam és a környező államok a 10. században Bíborbanszületett Konstantin alapján

A szerb népnév eredete a tudomány előtt még nem tisztázott. A szerb név nagy területen elterjedt Kis-Lengyelországtól az Elbáig, Csehországtól Görögországig. Valószínű jelentése: „rokon”, míg Bíborbanszületett Konstantin önkényesen a latin servus szóból származtatja.
A szerbek honfoglalásának tárgyalásakor a történészek az imént említett bizánci császár „A Birodalom kormányzásáról” című művére támaszkodnak.
A szerbek letelepedésére valószínűleg 602 után került sor. A szlávok avar szövetségben harcolva szállták meg a mai Szerbia területét, Havasalföld és Bánát felől. Bíborbanszületett Konstantin szerint a szerbek Hérakleiosz császár idején érkeztek a bizánci birodalom területére.
A szerb történészek szerint a szerbek beköltözése a mai Szerbia területére 626, vagyis Bizánc avar-szláv ostroma utáni időszakra tehető.

### Államalapítás
A 7. században a Balkán-félsziget egész területét szláv népek lepték el. Három jelentős törzs emelkedett ki végül: a bolgárok, a horvátok, valamint a Tara, a Lim és Ibar folyók és a Golija, Dormitor hegységek környékén a szerbek.

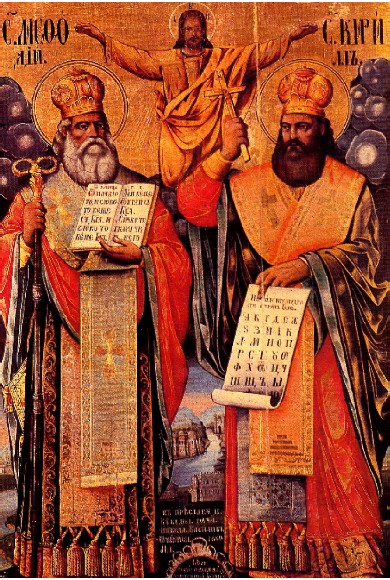
Cirill és Metód

A szerbek társadalmi életének alapja a házközösség (zadruga) volt. Egy-egy család több nemzedéken át maradt egy házban, néha több százan alkottak egy házközösséget, ami egyben vagyonközösséget is jelentett. A felnőtt tagok közösen választották vezetőiket (starešina=korelöljáró). Ha egy házközösség létszáma jelentősen megnőtt, egyes testvérágak (bratstvo) kiváltak belőle, és egymás közelében új házközösséget szerveztek: az egy nemzetségből származó házközösségek nemzetségi területet, zsupát alakítottak. A zsupák élén a starešinák által választott zsupán állt. Több zsupa zsupániát alkotott. A zsupániák egymástól függetlenek voltak, elismerték a Keletrómai Birodalom fennhatóságát.
Azonban Rómából és Bizáncból egyre több misszionárius érkezett a kereszténységet hirdetve. A szerbek többsége azonban veszélyeztetve érezte függetlenségét, ezért elvetette a kereszténység felvételét. A 8. században Bizánc számtalan hadjáratot folytatott a szaracénok, a velenceiek, a bolgárok és a frankok ellen. Ezek a harcok váltakozó eredményekkel zajlottak, és a 9. századtól kezdve a szerbek igyekeztek kihasználni Bizánc hullámvölgyeit. Mind több kísérlet történt egy független szerb állam létrehozására. Néhány szerb források az első önálló állam létrejöttét a 830-as évekre teszik, és Vlastimir nevéhez kötik. Ez teljes bizonyossággal nem támasztható alá, az azonban igen, hogy Vlastimir nevéhez köthető a kereszténység felvétele.
Az egyházalapításban kiemelkedő érdemeket szerzett Cirill és Metód, akik thesszalonikéi hittérítők voltak. A szerb egyház volt az egyik első szláv egyház, amely saját nyelvét használta a templomban, nemzeti egyházzá lett, és kivonta magát a konstantinápolyi pátriárka befolyása alól.
A 9-10. század folyamán a szerb hűbérurak egyre érdekeltebbé váltak egy szilárd feudális állam létrehozásában. Belső harcaik következtében két nagy központ alakult ki: Duklja (a későbbiekben Zeta) és Raška. A 12. század második felére Raška hegemón pozíciója már megkérdőjelezhetetlenné vált, így a szerb feudális állam alapjai ott alakultak ki.

### A Szerb Fejedelemség

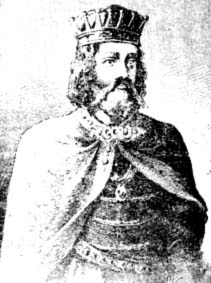
Nemanja István, a Nemanjić-dinasztia és Szerbia alapítója

1168-ban egy Bizánc elleni lázadás után Mánuel Komnénosz császár felosztotta Raškát egy régi szerb elöljárócsalád fiai között. Nemanja István tisztában volt azzal, hogy harcok árán nem vívhatja ki a függetlenséget, ezért a területi autonómiát tűzte ki célul. Komnénosz támogatását élvezve háttérbe szorította testvéreit, és Raška nagyzsupánja lett. Komnénosznak vazallusi esküt tett, de a császár halála után hódításokba kezdett, és megszerezte Zetát valamint Dalmáciát. III. Béla magyar királlyal szövetségben harcolt Bizánc ellen.

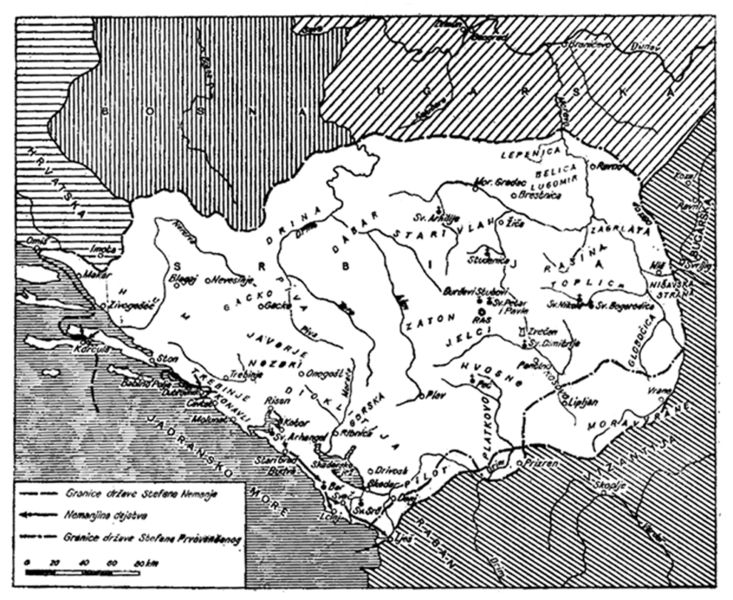
Szerbia 1150–1220 között

Barbarossa Frigyes keresztes hadjárata a szerb területeken keresztül vezetett, ezért Nemanja pompás fogadtatásban részesítette, vazallusi hűségesküt tett a német császárnak, valamint húszezer harcost ígért neki, ha megtámadja Bizáncot. Cserébe annyit kért, hogy ismerjék el a meghódított és meghódítandó területek fölötti hatalmát. Ezt Barbarossa csak részben teljesítette, ugyanis nem akarta egy háborúval veszélyeztetni a harmadik keresztes hadjáratot. Nemanja hódításokba kezdett, majd békét kötött Bizánccal, ezúttal azonban már nem vazallusi minőségben, hanem egy független ország uralkodójaként.
Ezek után hozzáfoghatott a belső konszolidációhoz. Templomokat, zárdákat, utakat, hidakat építtetett. Az állam élén továbbra is nagyzsupáni tisztségben állt. Nemanját erős szálak fűzték az egyházhoz. Tisztában volt azzal, hogy a templomok és kolostorok nagy számának segítségével a központtól távolabb eső területek is bevonhatók az államigazgatásba. Uralkodása idején ütötte fel a fejét a bogumil eszmék terjedése, ami ellen nagyon szigorúan fellépett. Az eretnek tan híveit száműzte vagy megbüntette, vagyonukat szétosztotta.
Nemanja nevéhez fűződik az Athosz-hegyi Hilandar kolostor megalapítása, amely évszázadokon át a szerb irodalom és nemzeti egyház központja volt. Élete végén ide vonult vissza a nagyzsupán, miután hatalmát átruházta fiára, Nemanjics Istvánra (Elsőkoronázott István, Stefan Prvovenčani).

### A 13. század

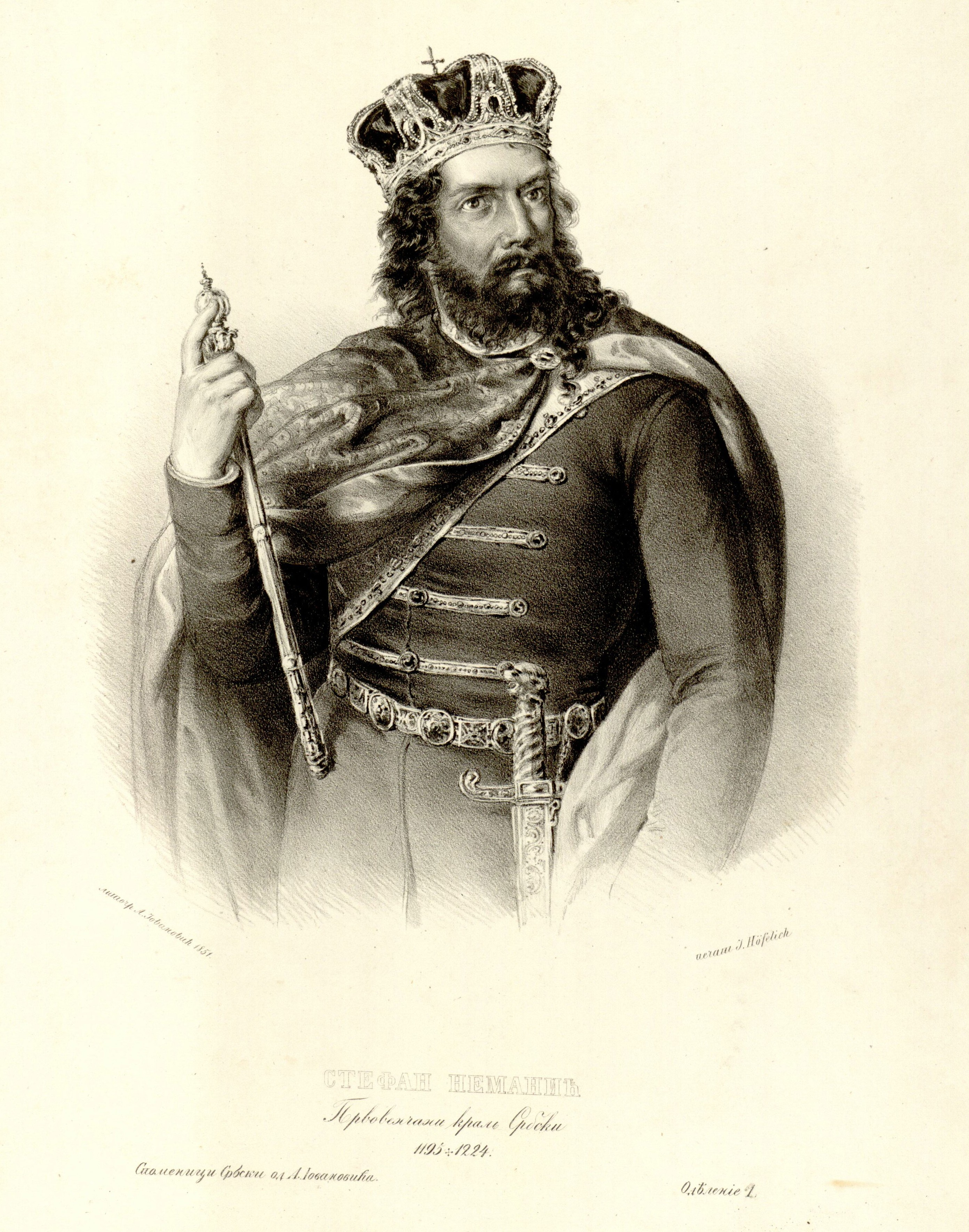
Elsőkoronázott István

Nemanjics István uralkodása kezdetén – házasságának köszönhetően – élvezte Bizánc támogatását, a házasság felbomlása után azonban jelentősen megcsappant a bizánci pártfogás. Ez nagyban közrejátszott abban, hogy 1202-ben Imre magyar király Szerbia megtámadása után megfosztotta őt trónjától és száműzetésbe kényszerítette, majd helyére a bátyját, Nemanjics Vukánt ültette. István azonban 1204–1205 folyamán visszaszerezte hatalmát. Minderre azután volt lehetősége, hogy a negyedik keresztes hadjárat során a keresztesek megdöntötték a Bizánci Császárságot. István ezúttal Rómától kért, és – némi hezitálást után – kapott koronát. A koronázásra 1217-ben került sor, így ő lett a szerbek első koronás királya. Alattvalói tiltakozására, illetve testvére Száva nyomására azonban továbbra is a görögkeleti egyházat részesítette előnyben. Uralkodása alatt állították fel az első önálló szerb érsekséget.

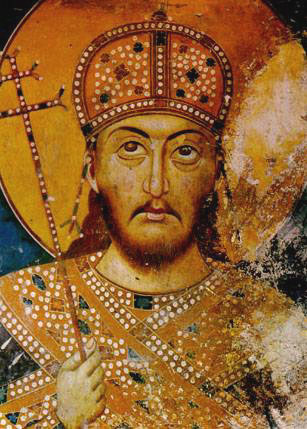
IV. Uroš

1223-ban bekövetkezett halála után fiai követték a trónon, Radoszláv István (1228–1234), I. István Ulászló (1234–1243), majd pedig Uroš (1243–1276). Uroš bányákat nyitott, pénzt veretett és igyekezett alárendelni az egyházat az államnak. Őt Dragutin István (1276–1282), majd II. Uroš Milutin követte a trónon. Milutinnak sikerült megvédenie országát a tatárjárástól, majd tovább növelni területét Nyugat-Makedónia meghódításával. Újabb bányákat nyitott, fellendítette a kézműipart és kereskedelmet.

### A Szerb Birodalom
II. Uroš Milutin halála után trónviszályok indultak, melyekből fia, III. Uroš került ki győztesen. Nevéhez újabb hódítások kötődnek, így Szerbia a térség egyik legerősebb államává vált Bulgária mellett. Az 1330-as velbudzsi ütközetben aratott győzelem után Raška lett a Balkán-félsziget vezető állama.

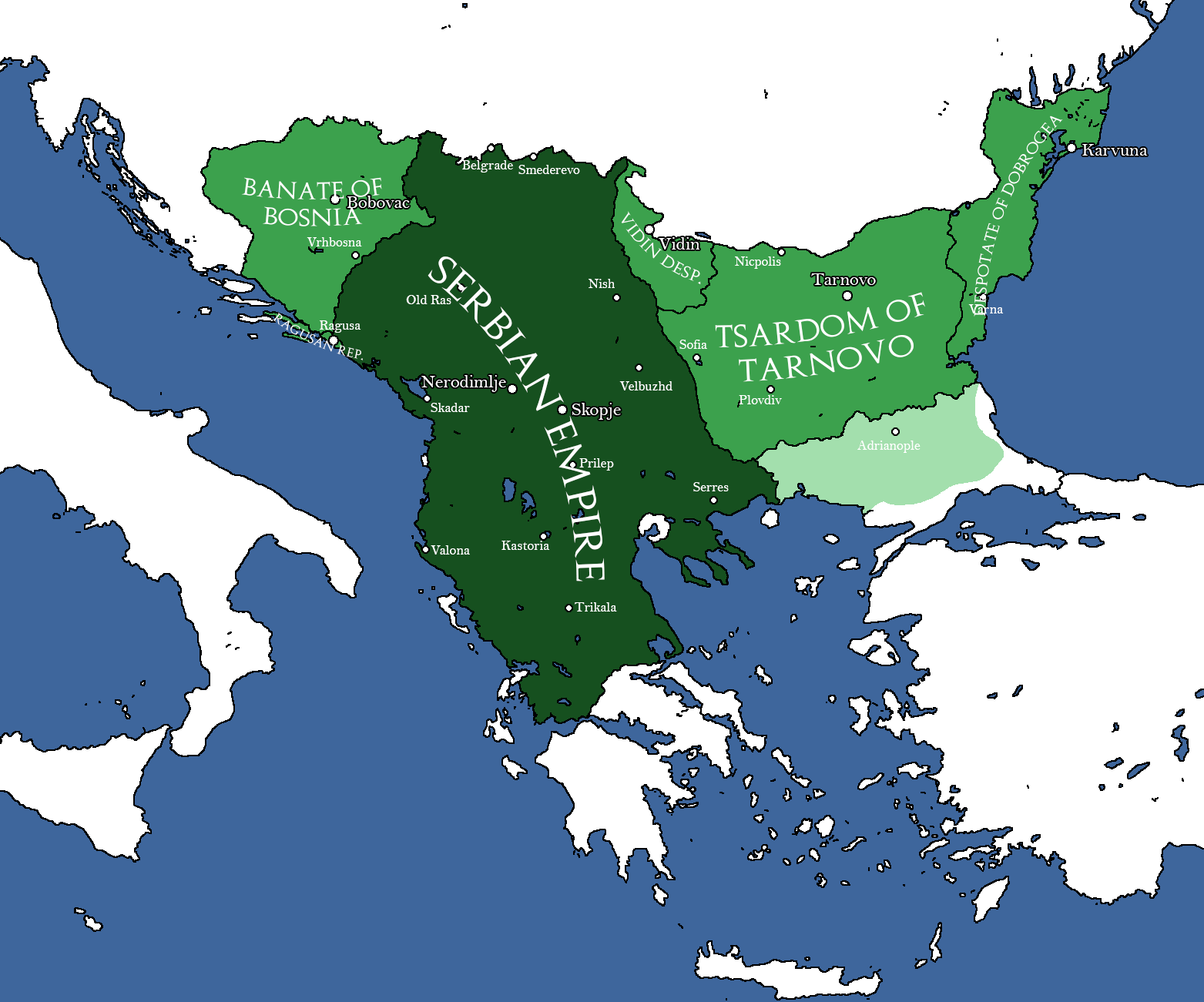
A Szerb Birodalom kiterjedése (sötétzölddel) a 14. század közepén

A velbudzsi győzelem utáni időszakot Szerbia fénykorának tekintik. Bizánc a 14. század első felében gyengélkedett, a Magyar Királyság belső ügyeivel volt elfoglalva, a bolgárok pedig a velbudzsi vereség hatása alatt álltak. III. Uroš fia fellázadt, és magához ragadta a hatalmat. IV. Urošt 1331-ben koronázták meg, majd azonnal hozzáfogott az újabb hódításokhoz, elsősorban Bizánc rovására. A sikerek következtében 1346-ban Szkopje városában a „szerbek és görögök cárjává” koronáztatta magát. 1349-ben kiadatta a szerbek első írott törvénykönyvét (Dušanov zakonik).
A törvénykönyv szemlélteti a korabeli szerb társadalom felépítését és belső szerkezetét. Az állam élén a cár állt, akinek hatalma szinte korlátlan volt. Az uralkodóréteget a régi törzsi vezetők utódai, a vlastelinek (főurak) és a kisebb birtokosok, a vlasteličićek (köznemesek) alkották. Birtokuk nagyságához mérten csapatokat kellett állítaniuk, és az uralkodó kérésére maguknak is hadba kellett vonulniuk. A parasztság főfoglalkozása a földművelés és az állattenyésztés volt. Iparos és kereskedő alig volt közöttük. Fontos szerepet töltöttek be az államigazgatásban a kancellária, az udvari bírák és a különféle udvari méltóságok.
Dušan erőskezű uralkodóként féken tudta tartani az önállóságra törekvő, széthúzó erőket. Halála után, fia V. Uroš viszont már képtelen volt egyben tartani a nemzetiségi, vallási és politikai szempontból is heterogén országot. A meghódított területek elvesztek, a megmaradtak pedig feldarabolódtak. A birodalom darabjaira hullott, ugyanakkor a Balkán-félszigeten egy új nagyhatalom tűzött ki maga elé hódító terveket.

## Szerbia a török hódoltság idején
Az 1389-es rigómezei csatában a Lázár szerb fejedelem (1371-1389) valamint szerb bosnyák és albán szövetségesei, seregek vereséget szenvedtek az I. Murád és fiai által vezetett török csapatoktól. Ezzel Szerbia az Oszmán Birodalom vazallusa lett. Az 1402-es ankarai csata után Lazarevics István kiszabadult a török függésből és szövetségre lépett Zsigmond magyar királlyal. Az ő uralma idején lett Belgrád először főváros. Halála után unokaöccse, Brankovics György lett a szerb fejedelem, aki 1439-ben a török hódítás elől Magyarországra menekült. 1444-ben, Hunyadi János hosszú hadjárata következtében azonban visszakapta Szerbiát.

## A nemzeti megújulás és a felkelések kora a szerbeknél

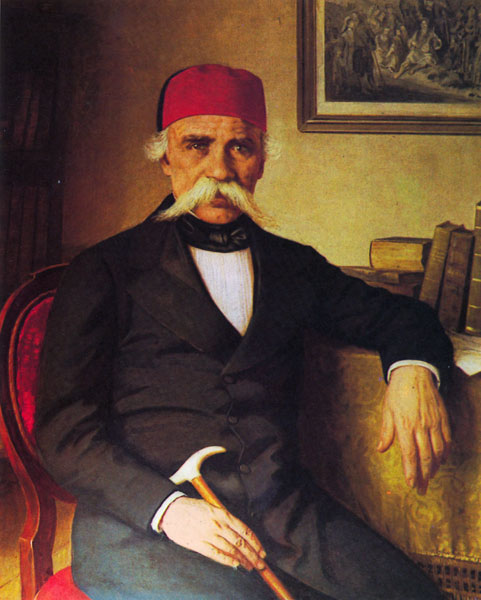
Vuk Stefanović Karadžić, a szerb nemzeti megújulás vezéralakja

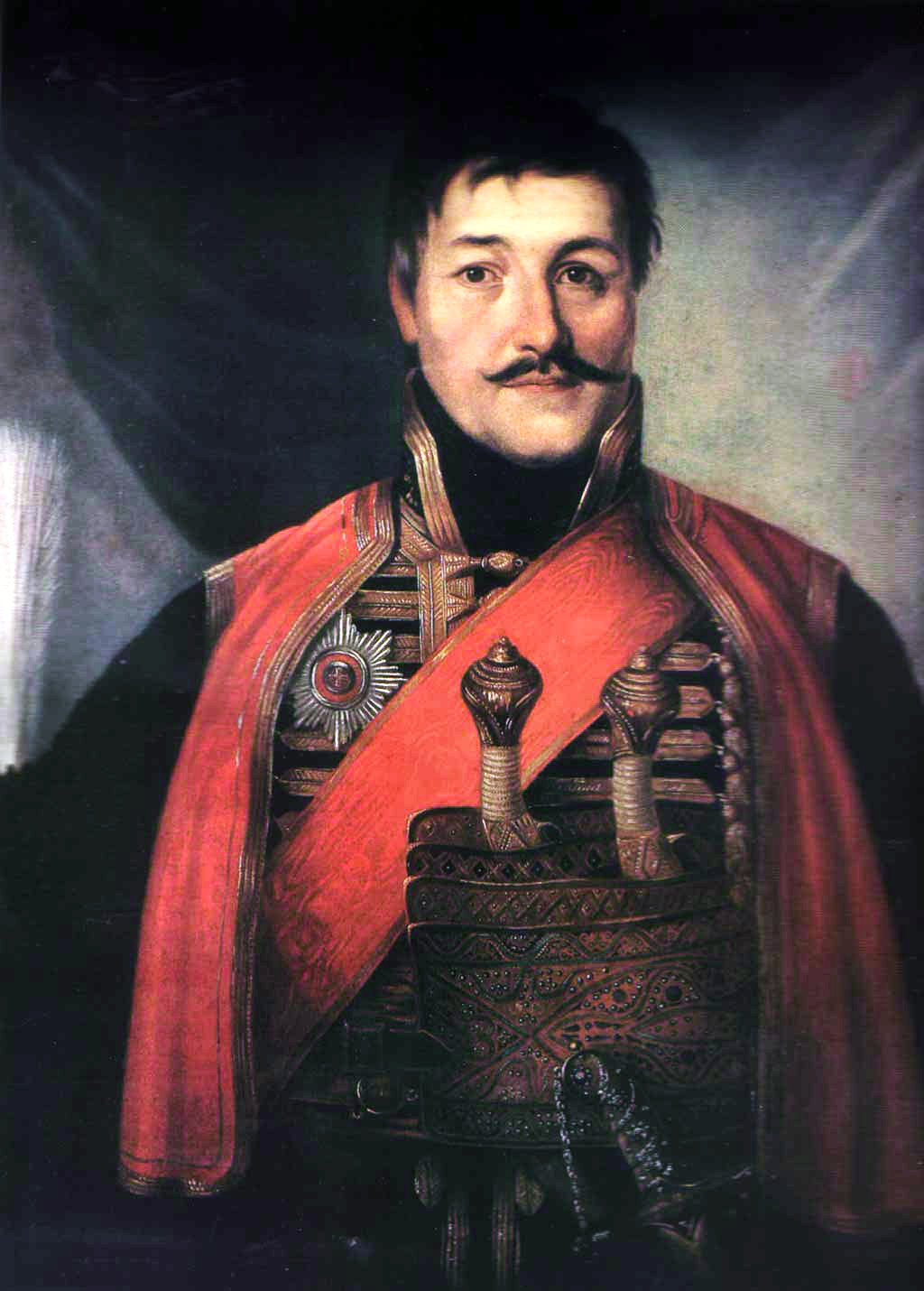
Petrović Đorđe Karađorđe, az első szerb felkelés vezetője

A szerb nép egykori államiságát a török hódítás nagyjából Bizánc megdöntésével egyidőben számolta föl. A szerb társadalom nagyjából paraszti társadalom volt, a főképpen állattenyésztő parasztok egy része kereskedelemmel is foglalkozott és ebből meggazdagodott.
A szerb etnikum egy része a Habsburg Birodalom területén helyezkedett el, főként Dél-Magyarországon, a későbbi Vajdaság területén, ahol a szerb lakosság határőrvidéki katona, városi kereskedő vagy kézműves volt.

### A szerb nemzeti megújulás
Az osztrák-magyar területeken a szerb fejlődés a kulturális törekvések területén mozgott. A Délvidéken és egyéb magyarországi városokban szerb színdarabokat adtak elő, szerb iskolákat alapítottak. 1826-ban Budán létrejött a Matica Srpska, a szerb nyelvű irodalom és művelődés támogatására.
A megújulási mozgalom jelentős képviselője Vuk Stefanović Karadžić 1814-ben adta ki szerb nyelvtanát, majd szótárát. A Habsburg Birodalom területén élő szerb etnikum köréből kialakult egy polgári értelmiség, a nemzeti mozgalom hordozója, és nagyrészt ez az értelmiség vállalta magára a függetlenség felé haladó szerb állam megszervezését.
A török területen élő szerb paraszti és kereskedő réteg azonban mással volt elfoglalva. 1801-ben, a korábban kivont janicsár alakulatok visszatértek, és véres terroruralmat vezettek be. A szerbek az osztrákokhoz fordultak segítségért, de elutasítást kaptak. 1804 januárjában a janicsárok nagy vérontást rendeztek a szerbek köreiben.

### A szerb felkelések
A szerbek erre felkelést robbantottak ki 1804 elején Petrović Đorđe Karađorđe vezetésével. A felkelés voltaképpen a parasztok mozgalma volt, akik a török feudális rendszer ellen fordultak, a szolgáltatások csökkentését, a janicsár rémuralom megszüntetését, és a korábbi autonómia helyreállítását követelték. A szultán fennhatóságát ekkor még nem érintették.
1806-ban kitört az orosz–török háború, aminek következtében az oroszok hatékony fegyveres támogatást nyújtottak a szerbeknek. A szerb felkelés most már nem az autonómia helyreállításáért folyt, hanem a teljes önállóságért. A felkelés vezetése megalakította a kormányzótanácsot mint államhatalmi szervet. A háborút lezáró 1812-es bukaresti béke után a törökök újabb támadásokat intéztek a szerbek ellen, kegyetlen megtorlásba kezdtek.
A megtorlások újabb felkeléshez vezettek 1815 áprilisában, amelynek élére Miloš Obrenović került. A török kormányzat már hamar engedett, és a szerb területek autonómiát kaptak, valamint az adókat is szerb hatóságok szedték. 1830-ban a szultán elismerte Szerbiát mint a birodalmon belüli autonóm fejedelemséget, Miloš Obrenovićcsal az élen. 
Kezdetben csak a Szendrői Szandzsák területére terjedt ki a fejedelemség fennhatósága, de 1831. és 1833. között keletre, délre és nyugatra is terjeszkedett.

## Szerbia a 19. század második felében és a 20. század elején

### Szerbia a török háború és a berlini kongresszus idején
Az ottomán seregeket 1867-re űzték ki a területről, így megvédték de facto függetlenségüket. 1878-ban tovább terjeszkedett délkeleti irányba. Az ebben az évben aláírt berlini békeszerződésben ismerték el hivatalosan is független országnak. A fejedelemség 1882-ig létezett, ekkor kikiáltották a Szerb Királyságot.
1885. november 14. és 28. között a Szerb királyság és a Bolgár Fejedelemség között zajlott le a szerb–bolgár háború. A szerbek számára vereséggel zárult a háború, ugyanis fő céljukat, Szlivnica elfoglalását nem sikerült elérniük. A bolgárok a szlivnicai csata után sikerrel verték vissza a szerb támadást, és még az ellenség területére is be tudtak hatolni. Pirotot elfoglalták, így egészen Nišig nyomulhattak. Mikor az Osztrák–Magyar Monarchia jelezte, hogy a szerbek oldalán beszáll a háborúba, a bolgárok kivonultak a megszállt területekről. A szerb–bolgár határok változatlanul megmaradtak. A békeszerződést 1886-ban Bukarestben írták alá. Az európai nagyhatalmak ekkor ismerték el Bulgária 1885-ös egyesítését.

### A parlamentáris monarchia időszaka
Fennállása alatt a Szerb királyság trónján két uralkodói dinasztia, az Obrenović-ház és a Karađorđević-ház osztozott. I. Milán 1882. március 6. és 1889. március 6. között uralkodott. Ekkor fia javára lemondott a trónról. Utána 1889. március 6. és 1903. június 11. között I. Sándor követte a trónon. Őt a hivatalnokok egy csoportja távolította el az ország éléről. Egész Európát sokkolta, mikor a Fekete Kéz kivégezte a királyt és feleségét, Draga királynét. Ezzel megnyílt a trónhoz vezető út Karađorđe leszármazottai előtt. Az egész Balkán szerbsége úgy tekintett rá, mint a törökök kiűzőjére. I. Péter kezdetben nem akarta elfoglalni a trónt, mivel nem értett egyet az azt megelőző puccsal. Végül azonban elfogadta a felkérést, és 1903. június 15. és 1918. december 1. – a Szerb–Horvát–Szlovén Királyság megalakulása – között ő irányította az országot.

### A Balkán-háborúk

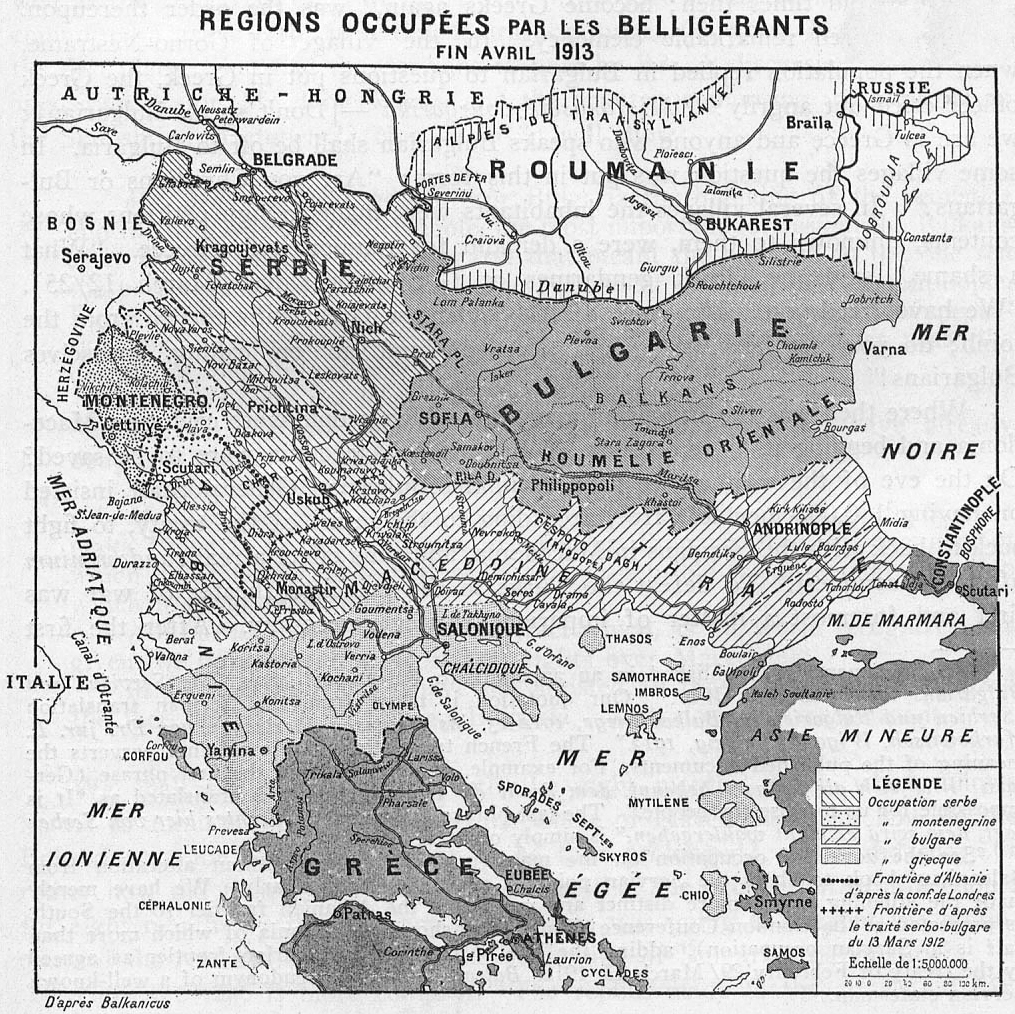
Területi változások az első Balkán-háború végén

Az ország külpolitikáját egyre inkább az orosz befolyás határozta meg, főként az 1908-as annexiós válság után. Ennek hatására 1912-ben létrejött a Balkán-szövetség Szerbia, Bulgária, Görögország és Montenegró részvételével. A szövetség célja a török uralom alatt élő macedónok és bolgárok felszabadítása volt. 1912 októberében kirobbant az első Balkán-háború. A támadást Montenegró indította, de sikereket csak a szerbek csatlakozása után sikerült elérniük. A szerbek elfoglalták Szkopjét, Kosova-Metohiját, majd a bolgárok megsegítésére indultak. Közben a görögök is sikereket értek el, elfoglalták Epiruszt, Makedónia egy részét és Krétát. A háborút a londoni béke zárta le, melynek értelmében Törökország szinte teljesen kiszorult a Balkán-félszigetről, ugyanakkor létrejött egy új önálló állam, Albánia.
A felszabadult macedón területek azonban feszültséghez vezettek Szerbia és Bulgária között, amely odáig vezetett, hogy 1913 júniusában kitört a második Balkán-háború. Az egyik oldalon Bulgária állt, vele szemben helyezkedett el Szerbia és Görögország, valamint a későbbiekben csatlakozott Románia és Törökország is. Súlyos, sok áldozatot követelő harcok után a szerbek és szövetségeseik kerekedtek felül. A békét Bukarestben kötötték meg. Bulgária csaknem teljes egészében elvesztette az első háborúban szerzett területeit.
Szerbia megerősödve került ki a Balkán-háborúkból, területe közel kétszeresére nőtt, ellenőrzése alá került Morava és Vardár völgye. Szerbia terjeszkedése azonban igen érzékenyen érintette Ausztria-Magyarország balkáni érdekeit, ami nagyban kiélezte a két ország ellentétét.

## Szerbia az első világháborúban

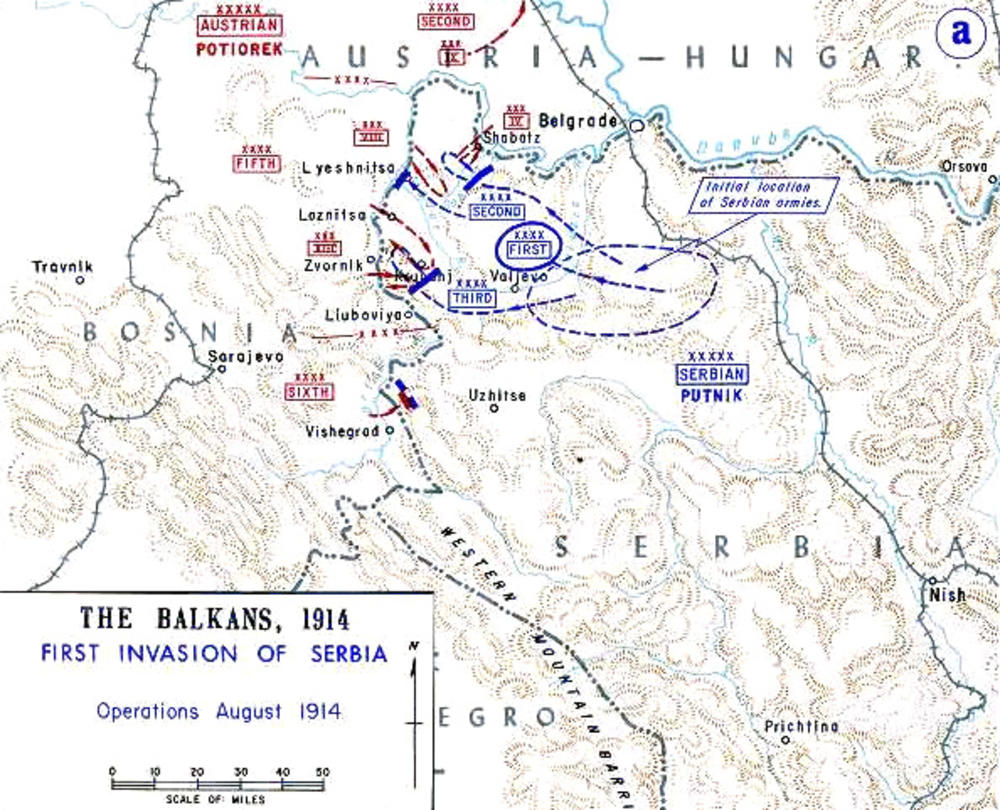
Az első támadás Szerbia ellen, 1914 augusztusa

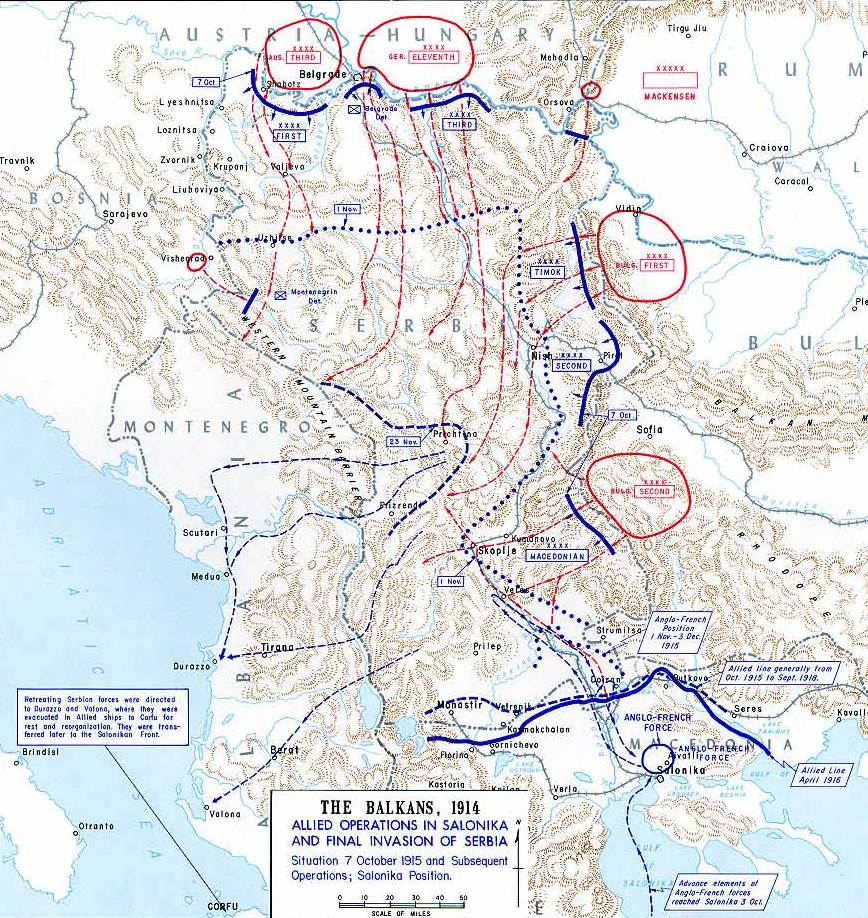
Szerbia megszállása, 1915

Gavrilo Princip Ferenc Ferdinánd elleni szarajevói merénylete ürügyül szolgált a Monarchiának a háború kirobbantására. 1914. július 23-án Ausztria-Magyarország ultimátumot („júliusi ultimátum”) intézett Szerbiához, melyben megvádolta a merényletben való részvételért, majd július 28-án hadat üzent neki. A seregek Oskar Potiorek tábornok vezetésével indultak támadásba. Szerbia rövid idő alatt sikerrel elvégezte a mozgósítást. A két sereg első összecsapására a Cer hegységnél került sor. A négynapos csatában a szerbek győztek, és visszaszorították az osztrák-magyar csapatokat a Drinán túlra. Egy másik osztrák-magyar sereget Szabácsnál sikerült feltartóztatniuk a szerb erőknek. A harcokban mindkét fél jelentős veszteségeket szenvedett (osztrák-magyar részről harmincezer, szerb részről tizenötezer katona esett el).
Szeptember elején a szerbek ellentámadásba lendültek, átkeltek a Száván, de hamarosan meghátráltak. November végén, hosszú harcok után a főparancsnokság feladta Belgrádot, és visszavonulást rendelt el. Ennek oka a seregek kimerültsége és a lőszerhiány volt. A franciák segítségével sikerült felszerelni és kiegészíteni a szerb csapatokat, mégpedig sikeresen, ugyanis a kolubarai csatában a szerbek jelentős győzelmet arattak, behatoltak Boszniába és egyesültek a montenegrói hadsereggel.

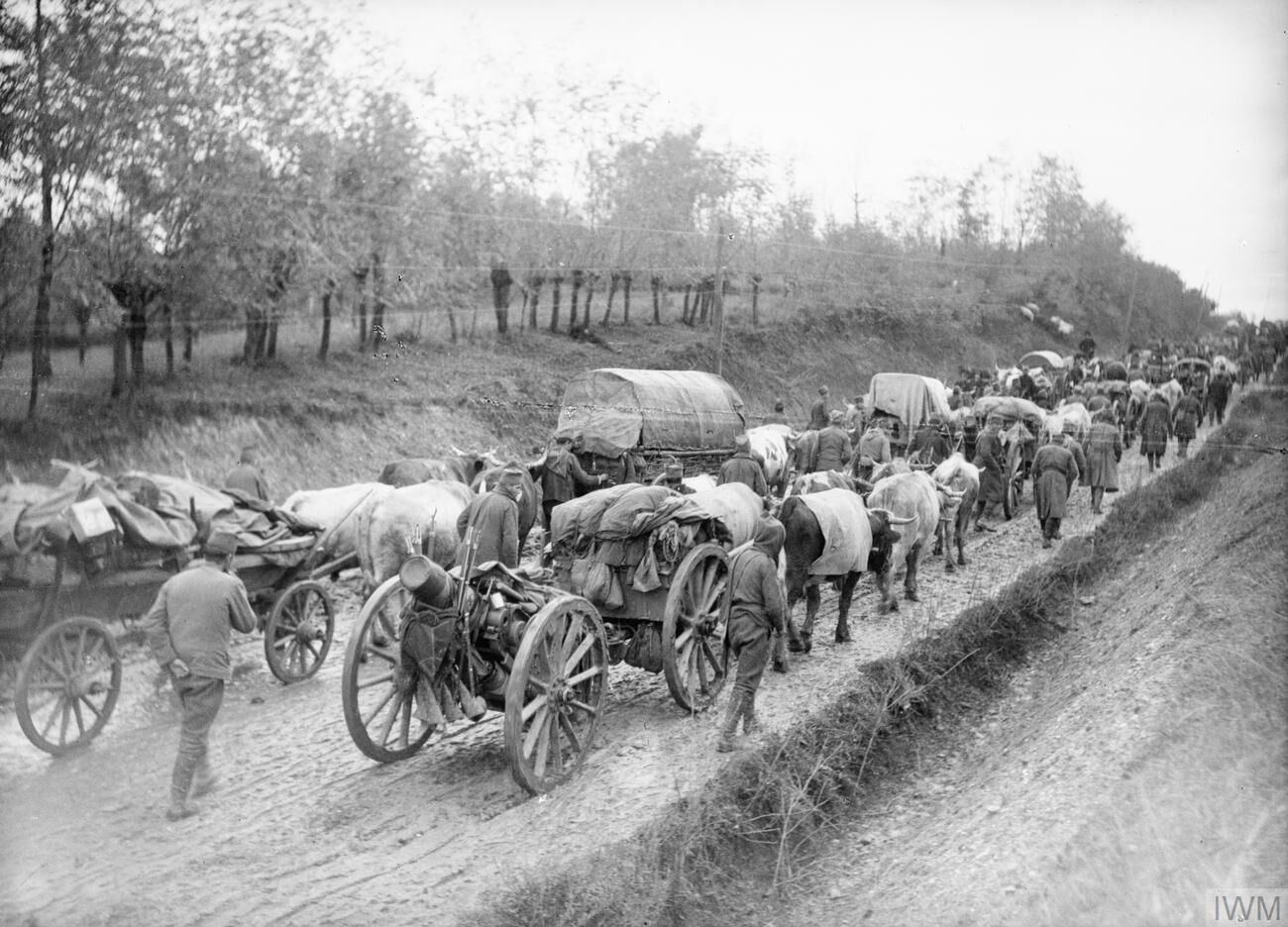
A visszavonuló szerb hadsereg

Ezután egy ideig szüneteltek a harcok a Balkánon. A központi hatalmak August von Mackensen német tábornok vezetésével 1915 októberének elején indultak újabb támadásba Szerbia ellen. A szerb csapatok sikeresen ellenálltak a támadásoknak, azonban Bulgária támadása után kénytelenek voltak visszavonulni. A szerb vezérkar megpróbáltatások és nagy veszteségek árán átmentette seregeit Montenegró és Albánia hegyvidékein, a várt antant támogatást azonban nem kapták meg. Pontosabban csupán abban nyilvánult meg a segítség, hogy a megmaradt erőket átmentették Korfu szigetére.
Lásd még: Tamo daleko
A montenegrói hadsereg kapitulált a túlerőben lévő osztrák-magyar csapatokkal szemben, Macedóniát pedig megszállta Bulgária. Ezt hároméves kegyetlen megtorlás követte[forrás?], amely egészen addig tartott, míg az antant újra megnyitotta a balkáni frontot. Az 1918 szeptemberében kezdődő harcokban a francia seregek és a velük szövetséges szerbek szétverték a bolgár haderőt, kiszorították a németeket, és visszafoglalták a szerb, valamint a macedón területek jelentős részét.

## Szerb Köztársaság
1992 és 2003 között Szerbia és Montenegró közösen alkotta a Jugoszláv Szövetségi Köztársaságot. A 2003. február 4-én létrejött megegyezés alapján ez az államalakulat Szerbia és Montenegró néven államszövetséggé alakult.
Ezen államszövetség csupán 2003–2006 között állt fenn. A leszegényedett és lerombolt államszövetség ugyan megkezdte útját a demokrácia felé, tárgyalásokat kezdtek az Európai Unióval és a NATO-val, azonban Montenegró egyre nagyobb gazdasági és politikai önállóságra törekedett. Egy idő elteltével nem fizetett a közös kasszába. 2006 áprilisában Montenegró kikiáltotta függetlenségét, ezzel Jugoszlávia végleg megszűnt.
2006. május 21-én Montenegró lakosai megszavazták az elszakadást az államszövetségtől, Montenegró pedig június 3-án hivatalosan is kikiáltotta függetlenségét, ezáltal az államszövetség felbomlott. Az északi rész Szerb Köztársaság néven létezik tovább.
2008. február 17-én kiáltották ki Koszovó függetlenségét, Szerbia azonban a függetlenségét nem ismerte el.
Szerbia 2012-től az Európai Unió tagjelöltje.

### A kisebbségi magyarság helyzete
A délszláv háború és a koszovói konfliktus miatt a fiatalok egy része, főként a besorozás elől emigrált. Jugoszlávia felbomlásakor magyar nemzetiségűek harcoltak a horvát és a szerb oldal hadseregeiben is. A (magyar) polgári lakosságot a front zónájában mindkét oldalról érték támadások.
A magyarság helyzete Slobodan Milošević bukása után sem javult jelentősebb mértékben. A koszovói konfliktus elől elmenekülő szerbek is elsősorban a gazdagabb Vajdaságban találtak új otthonra, ezzel is tovább növelve az északi autonóm tartományban a szerbek részarányát.
2004-ben ítélték el a temerini fiúkat, akik ügye politikai elfogultságról tett tanúbizonyságot.
2012-ben egy klerikális konzervatív szervezet Vajdaság autonómiájának felszámolását kezdeményezte.
A magyarság nagyobb része a határközeli falvakban, kisvárosokban él, délebbre haladva elszórt magyar közösségekkel lehet találkozni. Minden városban és nagyobb faluban léteznek magyar nyelvű általános- és középiskolák.[forrás?] A magyar kisebbség ezeken a területeken rendelkezik politikai, közigazgatási, és civil szervekkel is. Habár egyöntetűen nem lehet azt mondani, hogy a magyar kisebbség manapság diszkriminációba ütközne, vagy akármilyen szinten negatív megkülönböztetéssel találkozna, sajnos a hétköznapok szerves része néhány területen (például Temerin) az etnikai ellentét.

## Külső hivatkozások
- A szerbek rövid története a Történelem Mindenkinek blogon
- Margalits Ede 1918: Szerb történelmi repertorium. Budapest. Archiválva 2007. augusztus 10-i dátummal a Wayback Machine-ben